# A Fiction
A Fiction är Elin Sigvardssons tredje studioalbum, utgivet den 17 december 2007.
Från skivan utgavs singlarna How You Dug Your Own Grave, Antidote, Heart Attack och Saviour.

## Låtförteckning
1. "The War"
2. "Saviour" (feat. Magnus Carlson)
3. "Rainy Heart"
4. "Antidote"
5. "Heart Attack"
6. "It's a Shame"
7. "To the Good Times"
8. "How You Dug Your Own Grave"
9. "Long Cold Winter"
10. "Little Man"
11. "Carousel"

### Itunes-utgåvan
1. "The War"
2. "Saviour" (feat. Magnus Carlson)
3. "Rainy Heart"
4. "Antidote"
5. "Heart Attack"
6. "It's a Shame"
7. "To the Good Times"
8. "How You Dug Your Own Grave"
9. "Long Cold Winter"
10. "Little Man"
11. "Travelling Song"

## Listplaceringar
| Lista (2008) | Topplacering |
| ------------ | ------------ |
| Sverige      | 17           |